# Heracleum yungningense
Heracleum yungningense är en flockblommig växtart som beskrevs av Hand.-mazz. Heracleum yungningense ingår i släktet lokor, och familjen flockblommiga växter. Inga underarter finns listade i Catalogue of Life.